# Haargraben (Fulda)
Der Haargraben (im Oberlauf Umbachsgraben und im Unterlauf Haare genannt) ist ein 4,8 km langer, östlicher und rechter Zufluss der Fulda. Er fließt im Landkreis Kassel und in der kreisfreien Stadt Kassel in Hessen (Deutschland).

## Verlauf
Der Haargraben entspringt im Naturraum Kasseler Becken im Landkreis Kassel. Seine Quelle liegt im Geo-Naturpark Frau-Holle-Land (Werratal.Meißner.Kaufunger Wald) auf dem unteren Nordwesthang des Kalkbergs (224 m ü. NHN) und auf dem unteren Nordhang von dessen Ausläufer Kacksberg (ca. 205 m). Sie befindet sich am Südrand des Niestetaler Ortsteils Heiligenrode auf etwa 185 m Höhe im Park Heiligenrode, eine Grünanlage mit Teichen, Sportanlagen und einem Spielplatz.
Anfangs fließt der Haargraben westwärts durch Südwestteile von Heiligenrode. Bei anschließendem Unterqueren der Bundesautobahn 7 verlässt er den Geo-Naturpark. Zugleich läuft er in das Gebiet der Großstadt Kassel und in dessen Stadtteil Bettenhausen ein. Dort fließt der Bach westnordwestwärts offen entlang der beiderseits des Gewässers angelegten Wohngebietsstraße Bunte Berna. Nach anschließendem in der Kanalisation befindlichem Unterqueren der Heiligenröder Straße läuft er nordwestwärts offen entlang dem Niestetalweg. Hiernach fließt der Bach offen nach Nordosten zur Mündener Straße, entlang dieser er in der Kanalisation nach Nordwesten läuft. Dann unterquert er die Sandershäuser Straße und fließt entlang der Huthstraße – beides auch in der Kanalisation.
Dabei läuft der Haargraben in das Gebiet des Niestetaler Gemeindeteils Sandershausen und damit wieder in den Landkreis Kassel ein. Sein mündungsnaher Unterlaufabschnitt fließt im Naturraum Fuldaaue und im Vogelschutzgebiet Fuldaaue bei Kassel (VSG-Nr. 4722-401; 8,2893 km²). Dabei passiert der Bach die Sandershauser Wohnbebauung westlich, wobei er mit nördlicher Fließrichtung parallel zur Wohngebietsstraße Wiesenweg läuft.
Kurz darauf mündet der Bach zwischen der Losse-Mündung im Westsüdwesten und der Nieste-Mündung im Nordnordosten auf etwa 135 m Höhe in die Fulda. Dieser Weser-Quellfluss fließt bei der Haargrabenmündung auf der Grenze von Sandershausen zum Kasseler Stadtteil Wolfsanger / Hasenhecke. Unmittelbar an der Fulda liegt bei der Bachmündung eine Uferstelle auf 135,5 m Höhe.

## Naturräumliche Zuordnung
Der Haargraben entspringt in der zur naturräumlichen Haupteinheitengruppe Westhessisches Bergland (34) und dessen Haupteinheit Westhessische Senke (343) gehörenden Untereinheit Kasseler Becken (343.3), in der er anfangs im Niestetaler Gemeindegebiet und dann im Kasseler Stadtgebiet fließt. Im Unterlauf wechselt er an der Grenze von Kassel und Niestetal in den Naturraum Kasseler Fuldaaue (343.30) über.

## Einzugsgebiet und Zuflüsse
Das Einzugsgebiet des Haargrabens ist 4,86 km² groß. Zu seinen kurzen Zuflüssen gehören ein 300 m langer Graben (GKZ 429722), der aus der Kanalisation kommend in der Bettenhausener Ortslage Eichwald vor der Kreuzung der Straßen Bunte Berna und Rastebergweg am Flusskilometer 3 rechtsseitig einmündet.